# Istriska markgrevskapet

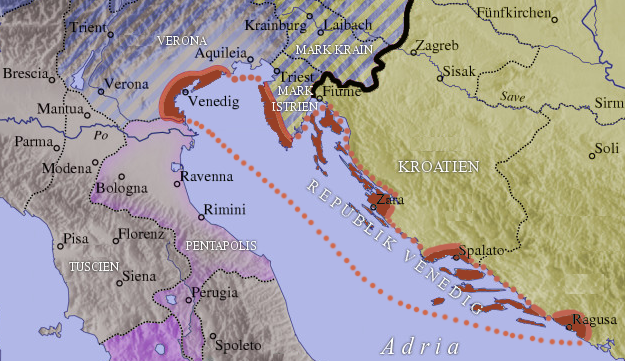
Karta som visar det istriska markgrevskapet omkring år 1000.

Istriska markgrevskapet (kroatiska: Istarska markgrofija) var ursprungligen ett karolingiskt markgrevskap i Frankerriket som omfattade halvön Istrien i dagens Kroatien, Slovenien och delar av Italien. Markgrevskapet grundades 789 sedan halvön intagits av Karl den stores son Pippin.
Sedan 976 hörde området till hertigarna av Kärnten och senare efter vartannat till flera hertigar i Bajern och patriarken av Aquileia. 1805–1815 stod Istrien under Frankrike och var därefter ett österrikiskt markgrevskap och kronland till 1920 då området avstods till Italien.

### Fotnoter
1. ↑  Istrapedia.hr - Webbplats med Istriens län som utgivare (kroatiska)
2. ↑  Istrien i Nordisk familjebok (andra upplagan, 1910)
3. ↑  Store norske leksikon. Istra